# Norbert Gugerbauer
Norbert Gugerbauer (* 11. Februar 1950 in Schwanenstadt) ist ein österreichischer Jurist und früherer Politiker der Freiheitlichen Partei Österreichs (FPÖ).
Er war von 1983 bis 1993 Abgeordneter zum österreichischen Nationalrat und von 1989 bis 1992 Obmann des FPÖ-Parlamentsklubs.

## Jugend
Norbert Gugerbauer besuchte das Bundesrealgymnasium Vöcklabruck, wurde in der Oberstufe Chefredakteur der vom „UN-Europa-Club Vöcklabruck“ herausgegebenen Schülerzeitung „Europaforum“ und Landesobmann-Stellvertreter des „Bundes Europäischer Jugend“ Oberösterreichs (Landesobmann des BEJ OÖ war Christoph Leitl). 1969 gewann Gugerbauer gegen starke Konkurrenz (etwa Jörg Haider) zunächst auf Landesebene, dann auch auf Bundesebene (etwa gegen den späteren Vorstandsvorsitzenden der Umdasch AG, Reinhold Süßenbacher) den von der Jugendsektion der Österreichischen Liga für die Vereinten Nationen ausgeschriebenen Redewettbewerb. Das Thema seiner Rede: „Europa – Realität oder Illusion?“. Nach Matura und Wehrdienst (als Einjährig-Freiwilliger) studierte Gugerbauer an der Universität Wien Rechtswissenschaft, Geschichte und Philosophie. Im ersten Studienabschnitt wurde er von den Hörerinnen und Hörern der Juridischen Fakultät als einer der beiden studentischen Vertreter in die drittelparitätisch (Professoren / Mittelbau / Studenten) besetzte Studienkommission gewählt. 1972 wurde Gugerbauer Vorsitzender des Rings Freiheitlicher Studenten (RFS) Wien und RFS-Fraktionsobmann im Zentralausschuss der Österreichischen Hochschülerschaft (ÖH), 1973 wurde er Stellvertretender Vorsitzender der Österreichischen Hochschülerschaft. Mit Norbert Gugerbauer als Spitzenkandidat erreichte der RFS 1974 bei der Wahl des österreichischen Studentenparlaments 20,89 Prozent der Stimmen und stellte nach der ÖVP-nahen ÖSU die zweitstärkste Fraktion im Zentralausschuss der ÖH (zum Vergleich: bei den Nationalratswahlen 1975 kam die FPÖ auf 5,41 Prozent der Stimmen). Als Mitglied der Akademischen Burschenschaft Oberösterreicher Germanen in Wien focht Gugerbauer eine seiner Mensuren gegen Jörg Haider (Akademische Burschenschaft Silvania Wien). 1974/75 gehörte er der dreiköpfigen Vorsitzmannschaft der Deutschen Burschenschaft an.
1975, im Rahmen des Festaktes im Hambacher Schloss anlässlich der vor 160 Jahren erfolgten Gründung der Burschenschaft, hielt Gugerbauer neben dem früheren Vizepräsidenten der Europäischen Gemeinschaft (EG) Fritz Hellwig (Burschenschaft Rheinfranken Marburg) eine Ansprache. Er forderte eine zeitgemäße Rückbesinnung auf das Erbe des Hambacher Festes 1832. 1977 wurde Gugerbauer an der Universität Wien zum Dr. jur. promoviert.

## Berufliche Laufbahn
Gugerbauer war ab 1981 selbstständiger Rechtsanwalt in Schwanenstadt, verlegte den Sitz seiner Rechtsanwaltskanzlei 1995 nach Wien, wurde aber auch Mitglied der belgischen Rechtsanwaltskammer (Ordre des Avocats du Barreau de Bruxelles) und eröffnete in Brüssel eine zweite Rechtsanwaltskanzlei. Er vertrat Unternehmen in Kartellrechtssachen vor der Generaldirektion Wettbewerb der Europäischen Kommission in Brüssel und dem Gerichtshof der Europäischen Union in Luxemburg. Er erhielt Lehraufträge der Fachhochschule Management Center Innsbruck, der Universität Wien (Institut für Recht der Wirtschaft) und der Schweizer Universität St. Gallen und ist seit 2006 Honorar-Professor für Wettbewerbsrecht am Institut für Unternehmensrecht der Universität Linz. Im Februar 2018 wurde er zum Mitglied im Aufsichtsrat der ÖBB-Holding AG, bestellt, jenes österreichischen Unternehmens, das damals mit den meisten Kartellrechtsverfahren konfrontiert war. Nach seinem Schlaganfall legte er sein Mandat mit 19. März 2018 wieder zurück.

## Politische Karriere
Seine politische Karriere begann Gugerbauer 1979 (bis 1986) als Mitglied des Gemeinderates und des Stadtrates von Schwanenstadt. 1983 folgte seine Wahl zum Abgeordneten zum Nationalrat. Der junge Abgeordnete, Reserveoffizier des Österreichischen Bundesheeres (Hauptmann d. Res.), wurde gleich zum Obmann des parlamentarischen Ausschusses für Landesverteidigung gewählt. Gugerbauer unterstützte die Bildung einer rot-blauen Koalitionsregierung mit Norbert Steger als Vizekanzler und wirkte als Mitglied des Programmausschusses an der Ausarbeitung des 1985 vom Freiheitlichen Bundesparteitag beschlossenen neuen Parteiprogramms („Freiheit gilt uns als der höchste Wert“) mit. In einzelnen Fragen ging er aber einen eigenständigen Weg. Etwa beim sogenannten „Privilegienabbau“ (er stimmte am 29. November 1983 als einziger von 183 Abgeordneten gegen eine Scheinreform, der ebenfalls kritisch eingestellte sozialdemokratische Jungpolitiker Josef Cap hatte den Sitzungssaal vor der Abstimmung verlassen). Oder im Zusammenhang mit dem von der Bundesregierung gestützten Bau von zwei großen Speicherkraftwerken mit rund 100 m hohen Staumauern im Reichraminger Hintergebirge: er verteidigte als Rechtsanwalt „pro bono“, also unentgeltlich, wegen „Besitzstörung“ angeklagte junge Umweltschützer vor Gericht und brachte im Nationalrat den Antrag ein, statt des Kraftwerks einen Nationalpark Kalkalpen zu schaffen. 1986 gründete Gugerbauer den Verein „Mitteleuropa-Institut“, der unter Mitwirkung einiger Wissenschaftler der Universität Wien und in Kooperation mit der Ludwig Boltzmann Gesellschaft (Österreichische Vereinigung zur Förderung der wissenschaftlichen Forschung) Studien über die kulturelle, politische und wirtschaftliche Zusammenarbeit in Mitteleuropa fördern sollte.
Die Bundesregierung war allerdings unpopulär, bei den Landtagswahlen wirkte sich ein negativer Bundestrend aus. Beide Regierungsparteien, SPÖ und FPÖ, mussten bei den Wahlen vom Oktober 1983 in Niederösterreich, vom März 1984 in Salzburg, vom Juni 1984 in Tirol, vom Oktober 1984 in Vorarlberg und vom Oktober 1985 in Oberösterreich empfindliche Verluste verzeichnen. Einzig bei den Kärntner Landtagswahlen gab es eine Ausnahme: Jörg Haider, Landesparteisekretär der FPÖ Kärntens, war 1983 an Stelle des als Staatssekretär nach Wien berufenen Mario Ferrari-Brunnenfeld Mitglied der Kärntner Landesregierung geworden und konnte 1984 bei den Kärntner Landtagswahlen als freiheitlicher Spitzenkandidat einen Zugewinn verbuchen. Meinungsumfragen deuteten darauf hin, dass die FPÖ, die bei den Nationalratswahlen 1983 4,98 Prozent der Stimmen erreicht hatte, bei den nächsten Wahlen den Einzug in den Nationalrat nicht mehr schaffen würde.
Nachdem die SPÖ im Juni 1986 Bundeskanzler Fred Sinowatz durch Franz Vranitzky abgelöst hatte, sorgte im September Norbert Gugerbauer „mit souveräner Strategie und Redekunst“ auch in der FPÖ für eine Wende. Er stellte im Rahmen des Freiheitlichen Bundesparteitages am Schluss „einer dialektischen, brillanten Rede“ den Antrag, dass Steger Vizekanzler bleiben, aber der Kärntner Landesparteiobmann Haider neuer Parteivorsitzender werden solle. Der Antrag wurde mit deutlicher Mehrheit angenommen. Gugerbauer ließ sich vom Bundesparteivorstand in die Pflicht nehmen, wurde als ehrenamtlicher Generalsekretär tätig. Der Ring Freiheitlicher Jugend Wien erklärte im Freiheitlichen Pressedienst, „die liberale Komponente“ innerhalb der Freiheitlichen Partei sei weiterhin gesichert, denn der neue Generalsekretär habe insbesondere durch seine langjährige kritische Haltung zum Apartheidregime in Südafrika und durch seine Haltung in Menschenrechtsfragen bewiesen, dass er „eine gefestigte ideologische Position auf der Grundlage eines humanen Liberalismus vertrete“. Doch Franz Vranitzky löste die Koalition auf, es kam zu Neuwahlen.
Gugerbauer, „ein Polit-Stratege der Extraklasse“ organisierte als Generalsekretär den Nationalratswahlkampf der FPÖ. Er ließ die im Frühjahr 1986 in Oberösterreich für ihn entwickelte Werbelinie „Ein Politiker der neuen Art“ auf die Person des neuen Bundesparteiobmanns zuschneiden. Der Bundestrend konnte umgedreht werden, die Freiheitlichen gewannen 4,75 Prozent dazu. Im Frühjahr 1988 studierte Gugerbauer im Rahmen des International Visitor Programms der US-amerikanischen Administration neue Werbekampagnen im Vorwahlkampf zu den US-Präsidentschaftswahlen. Bei seiner Rückkehr nach Österreich wurde er damit konfrontiert, dass nach dem Streit um den bekannten Rechtsextremisten Robert Dürr (Haider hatte sich dafür eingesetzt, dass Dürr bei den burgenländischen Landtagswahlen vom Oktober 1987 freiheitlicher Spitzenkandidat werde, Gugerbauer hatte dagegen gehalten: „Solange ich Generalsekretär bin, hat ein Dürr als Mandatar innerhalb der FPÖ nichts verloren“) der Führer der rechtsextremen NDP, Dr. Burger, nach einem vertraulichen Treffen mit Haider – unwidersprochen – erklärt hatte „Man ist in der FPÖ kein Außenseiter mehr, wenn man sich zu den Grundsätzen der NDP bekennt“. Diese Entwicklung wollte Gugerbauer nicht mitverantworten, am 21. Mai 1988 erklärte er seinen Rücktritt als Generalsekretär: „Ich habe es satt!“. Im Juni 1988 wurde der NDP vom Verfassungsgerichtshof auf Basis von Artikel 9 des Österreichischen Staatsvertrages (Auflösung nazistischer Organisationen) die Rechtspersönlichkeit als politische Partei aberkannt.
Im Oktober 1988 erreichte Norbert Gugerbauer im Rahmen des Freiheitlichen Bundesparteitages in Villach bei der Wahl der Mitglieder des Parteipräsidiums als Bundesparteiobmann-Stellvertreter mit 94,6 % der abgegebenen Stimmen vor Bundesparteiobmann Dr. Haider (93,8 %) und Bundesparteiobmann-Stellvertreter Dr. Krünes (86,6 %) das beste Ergebnis. In Anlehnung an ein bekanntes Zitat von Plutarch („Lieber der Erste in Gallien, als der Zweite in Rom“) entschied sich Dr. Haider für eine Karriere in der Kärntner Landespolitik. Nachdem er mit Unterstützung der ÖVP zum Kärntner Landeshauptmann bestellt worden war, wählte die freiheitliche Nationalratsfraktion im März 1989 einstimmig Norbert Gugerbauer zum neuen Klubobmann. Und im Juni 1989 wurde Gugerbauer mit 97,1 % der Delegiertenstimmen zum neuen Obmann der FPÖ-Landesgruppe Oberösterreich gewählt. Nach einer im Jänner 1990 von der Österreichischen Gesellschaft für Marketing durchgeführten Meinungsumfrage wünschten 57 Prozent der Oberösterreicher zwischen 19 und 29 Jahren, dass Norbert Gugerbauer eine wichtigere Rolle in der oberösterreichischen Politik spielen solle. Im April 1990 kürte die Bundesparteileitung den 40-jährigen Rechtsanwalt, „Haiders Superhirn“, einstimmig zum freiheitlichen Spitzenkandidaten für die Nationalratswahlen. Bei einer im Juni 1990 von OGM durchgeführten Meinungsumfrage gaben 38 Prozent der Befragten an, Gugerbauer solle in der österreichischen Politik eine wichtigere Rolle spielen. Am 7. Oktober 1990 konnte die FPÖ mit „gugerpower“ an der Spitze ein Plus von 6,91 Prozentpunkten und 15 zusätzliche Mandate erringen. Das war bis zur Nationalratswahl vom 29. September 2024 (freiheitliches Plus von 12,7 Prozent und 26 zusätzliche Mandate) der höchste relative Zugewinn der FPÖ bei einer Nationalratswahl. Nach der Konstituierung des Nationalrats wurde Gugerbauer von der freiheitlichen Fraktion neuerlich zum Klubobmann, im Außenpolitischen Ausschuss des Nationalrats zum stellvertretenden Vorsitzenden gewählt. Für die Erstellung der Kandidatenliste für die OÖ-Landtagswahlen 1991 setzte Gugerbauer (wie schon für die Erstellung der oberösterreichischen Liste für die Nationalratswahlen 1990) Vorwahlen durch, an denen neben den 10.000 Parteimitgliedern auch tausende Interessenten teilnehmen konnten. Die Reform bewährte sich, zunächst gab es auf der Kandidatenliste der FPÖ interessante neue Köpfe, dann beim Wahlergebnis einen Zuwachs von 12,7 Prozent.
Nachdem Haider im Juni 1991 im Kärntner Landtag erklärt hatte „Im Dritten Reich haben sie eine ordentliche Beschäftigungspolitik gemacht, was nicht einmal ihre Regierung zusammenbringt“, wurde er als Landeshauptmann wieder abgewählt. Jetzt Kärntner Landeshauptmann-Stellvertreter äußerte er die Absicht, in den Nationalrat zu wechseln und dort freiheitlicher Klubobmann zu werden. Dafür gab es in der freiheitlichen Nationalratsfraktion keine Unterstützung. An einer in Klagenfurt veranstalteten „Solidaritätskundgebung“ für den abgewählten Kärntner Landeshauptmann haben zwei der dreiunddreißig freiheitlichen Nationalratsabgeordneten teilgenommen. Vor der Bundespräsidentschaftswahl 1992 teilte Haider mit, dass er die vom freiheitlichen Bundesparteivorstand nominierte Kandidatin Heide Schmidt nur dann mit dem Parteiapparat unterstützen werde, wenn er doch noch Obmann der freiheitlichen Nationalsratsfraktion werden könne. Gugerbauer trat als Klubobmann zurück. Mit mehr als 140 Reden, die er im Plenum des Nationalrats gehalten hatte, mit rund 120 Anträgen, über 80 mündlichen und an die 550 schriftlichen Anfragen an Regierungsmitglieder hatte Gugerbauer in den vergangenen neun Jahren die parlamentarischen Aktivitäten aller anderen 182 Abgeordneten zum Nationalrat getoppt. Nach dem Beschluss über eine grundlegende Reform des Kartellgesetzes, an der er maßgeblich mitgearbeitet hatte, legte der erst 42-jährige auch sein Abgeordnetenmandat nieder. Jetzt habe er, so Gugerbauer, endlich wieder Zeit für seine Frau, seine Kinder im Alter von dreizehn, neun und vier Jahren, und für seinen Beruf.

## Internetpionier
In den ersten Jahren des Internets, 1995, gründete Gugerbauer in Schwanenstadt die bONLINE GmbH, bald umfirmiert in JUSLINE GmbH. Über das Webportal jusline.at („Recht. Schnell“) waren Grundbuchs- und Firmenbuchauszüge online abrufbar, ergänzend wurden der Text der Mehrzahl der österreichischen Bundesgesetze, verbunden mit einer Kommentierfunktion, sowie interaktive Vertrags- und Briefmuster, Applikationen für die Berechnung von Gerichtsgebühren, Anwaltstarifen, Zinsen und Wertsicherung angeboten. Dem Aufsichtsrat gehörten der Präsident der Kammer der Steuerberater und Wirtschaftstreuhänder Klaus Hübner (Vorsitzender), der vormalige liberale deutsche Bundesjustizminister Edzard Schmidt-Jortzig und der Schweizer Universitätsprofessor Carl Baudenbacher (in der Folge Präsident des EFTA-Gerichtshofes in Luxemburg) an (FN 177071z des HG Wien). An dem StartUp beteiligte sich die ECOS Venture Capital Beteiligungs AG.
2001 trat das Bundeskanzleramt an die JUSLINE heran: die Republik Österreich richte jetzt im Internet ein Rechtsinformationssystem („RIS“) ein, es werde ein Kooperationspartner gesucht, der Werbeeinschaltungen auf dieser WebSite vermarkten solle. Viele Unternehmen hätten bereits Interesse an Werbung im Rahmen des „RIS“ bekundet. JUSLINE sei für eine derartige Vermarktung der ideale Partner. Dazu wurde vom Bundeskanzleramt ein fertiger Vertrag zur Unterzeichnung vorgelegt. Kurz nachdem dieser Vertrag unterschrieben worden war, platzte an der NASDAQ, der amerikanischen Technologiebörse, die „dotcom-bubble“. Vom Allzeithoch mit 5048 Punkten am 10. März 2000 fiel der NASDAQ-Index bis zum 9. Oktober 2002 dramatisch auf 1114 Punkte. Die Auswirkungen waren bis Österreich spürbar: am 17. September 2001 wurde an der Börse der Handel mit Aktien des damals bekanntesten österreichischen Internet-Unternehmens, der 1998 gegründeten YLine AG ausgesetzt. Am 25. September 2001 folgte die Insolvenz der YLine AG. Wenig später kam es zur Insolvenz der österreichischen LIBRO AG, die auf dem Weg von der sechstgrößten Buchhandelskette im deutschen Sprachraum zum online-Anbieter („lion.cc“) gescheitert war. Kein einziges Unternehmen der „old-economy“ war jetzt noch bereit, für Werbung im Rahmen des Internet-Angebots der Republik Österreich, dem „RIS“, Geld auszugeben. Die der JUSLINE für halbjährlich ATS 3 Mio. (EUR 218.018,50) übertragenen „Vermarktungsrechte“ waren über Nacht wertlos geworden. Doch das Bundeskanzleramt verweigerte eine Auflösung des auf fünf Jahre abgeschlossenen Vertrages.
Norbert Gugerbauer sprang mit einer Bürgschaft für die Abdeckung der Millionenforderung des Bundeskanzleramtes ein. Nachdem er aus den Einnahmen seiner Rechtsanwaltskanzlei bereits einen Großteil des zur Finanzierung der Bundeskanzleramt-Forderung aufgenommenen Kredites abgezahlt hatte, setzte Anfang 2018 ein schwerer Schlaganfall seiner Berufslaufbahn ein abruptes Ende. Im Frühjahr 2019 sah sich Gugerbauer gezwungen, ein Schuldenregulierungsverfahren zu beantragen. In der Folge wurde einige Monate sogar seine Pension auf das Existenzminimum gekürzt. Die Rechte an der JUSLINE wurden von der Advokat GmbH übernommen.

## Privates
Norbert Gugerbauer ist verheiratet und hat drei Kinder.

## Auszeichnungen
- 1992: Großes Goldenes Ehrenzeichen mit dem Stern für Verdienste um die Republik Österreich[72]
- 2001: Goldenes Ehrenzeichen des Landes Oberösterreich[73]

## Schriften
Norbert Gugerbauer ist Autor zahlreicher Fachbücher zum österreichischen und europäischen Kartell- und Wettbewerbsrecht. Einige seiner wichtigsten Veröffentlichungen:
- EWR-Kartellrecht, Wien 1993
- Kommentar zum Kartellgesetz, Wien 1994
- Handbuch der Fusionskontrolle, Wien 1995
- Rechtsschutz im globalisierten Wirtschafts-Wettbewerb, Wien 2005
- Kartellgesetz und Wettbewerbsgesetz, Kommentar, Wien 2017

Daneben verfasste Gugerbauer zahlreiche Aufsätze für juristische Fachzeitschriften, vgl. das Verzeichnis der Veröffentlichungen Gugerbauers von der Johannes Kepler Universität Linz und den Katalog der Deutschen Nationalbibliothek.
Von 2007 bis 2018 war Gugerbauer gemeinsam mit dem Generaldirektor der Bundeswettbewerbsbehörde und dem Bundeskartellanwalt Herausgeber der Österreichischen Zeitschrift für Kartellrecht (ÖZK), seit 2005 ist er Member Advisory Board of the European Competition Journal, London.

## Belege
1. ↑  Dr. Norbert Gugerbauer, Biografie. Abgerufen am 2. Juni 2021.
2. ↑  parlament.gv.at
3. ↑  Leitl, Ich und Europa, Salzburg 2024, 30
4. ↑  Der Soldat, Nr. 11, 8. Juni 1969, 3
5. ↑  Der Ring, Wien, Nr. 3 / 1971, 2
6. ↑  Tangente, Wien, Heft 33/33, Dezember 1977, IX
7. ↑  Der Ring, Wien, Nr. 1/1974, 4
8. ↑  KURIER, Wien, 19. Januar 1974, 4
9. ↑  BMI, Die Nationalratswahl vom 5. Oktober 1975, Wien 1975, 41 ff.
10. ↑  Serge Pascal Morcevic: Haiders Freunde – Buberl-Partie oder Brain-Trust? In: Rolf-Josef Eibicht (Hrsg.): Jörg Haider – Patriot im Zwielicht? DS-Verlag, Stuttgart 1997, ISBN 3-9805844-1-0, S. 196.
11. ↑  Aus dem burschenschaftlichen Leben. Die Sprecher der Deutschen Burschenschaft im Geschäftsjahr 1974/5 der Vorsitzenden Burschenschaft Oberösterreicher Germanen in Wien. In: Burschenschaftliche Blätter, 89. Jg. (1974), H. 6, 166 ff.
12. ↑  Große-Hüttmann / Wehling, Das Europalexikon, Bonn 2020
13. ↑  Feierstunde auf dem Hambacher Schloß, in: Burschenschaftliche Blätter, 90. Jg., H 4, Juni 1975, 96 f.
14. ↑  Norbert Gugerbauer. Abgerufen am 2. Juni 2021.
15. ↑  orf.at: ÖBB-Aufsichtsrat neu konstituiert. Artikel vom 28. Februar 2018, abgerufen am 28. Februar 2018
16. ↑  ÖBB-Holding mit neuem Kontrollor. trend, Ausgabe 13/2018, Seite 9.
17. ↑  parlament.gv.at
18. ↑  Steirische Nachrichten, 1.3.1984, 8
19. ↑  Programm der Freiheitlichen Partei Österreichs, FBW Informationen, Wien, Folge 4/85
20. ↑  Sten. Protokoll Nationalrat, XVI. GP, 21. Sitzung, 29.11.1983, 1741, 1733
21. ↑  Otto Harant / Wolfgang Heitzmann, Reichraminger Hintergebirge, 3. Aufl., Steyr 1987, 172 f.
22. ↑  II-8677 der Beilagen zu den Sten. Protokollen des Nationalrates, XVII. GP
23. ↑  Sicherheitsdirektion für Wien, Bescheid vom 8.8.1986, Zl.: I-SD/1160 BVP/86
24. ↑  Arbeiter-Zeitung, 17.10.1983, 1
25. ↑  BMI, Wahlstatistik, Die Wahlen in den Bundesländern seit 1945, 8. Aufl., 98
26. ↑  BMI, Wahlstatistik, Die Wahlen in den Bundesländern seit 1945, 8. Aufl.
27. ↑  BMI, Wahlstatistik, Die Wahlen in den Bundesländern seit 1945, 8. Aufl., 108 f.
28. ↑  Oberösterreichische Nachrichten, 7.10.1985, 1
29. ↑  Kleine Zeitung, 1.10.1984, 1
30. ↑  profil, 2.6.1986, 19
31. ↑  Der Standard, 30.11./1.12.2002, 40
32. ↑  Wochenpresse, 16.9.1986, 17
33. ↑  Freiheitlicher Pressedienst, 33. Jahrgang, Folge 623, 15.9.1986
34. ↑  Basta, Juni 1990, 53
35. ↑  Freiheitlicher Gemeindekurier, 15. Jahrgang, Folge-Nr. 350
36. ↑  BMI, Die Nationalratswahl vom 23.11.1986, Wien 1987
37. ↑  Die Presse, 4.5.1988, 4
38. ↑  derstandard.at
39. ↑  Die Presse, 24./25.10.1987, 4
40. ↑  profil, 28.3.1988, 31
41. ↑  Basta, April 1988, 30
42. ↑  Die Presse, 27.5.1988, 1
43. ↑  profil, 30.5.1988, 21
44. ↑  VfGH, 25.6.1988, B 999/87
45. ↑  Neue Freie Zeitung, 6.10.1988, 5
46. ↑  Neue Freie Zeitung, 23.3.1989, 1
47. ↑  Neue Freie Zeitung, 15.6.1989, 1
48. ↑  Neue Freie Zeitung, 8.2.1990, 11
49. ↑  Basta, Oktober 1989, 71
50. ↑  Neue Freie Zeitung, 3.5.1990, 1
51. ↑  profil, 25.6.1990, 15
52. ↑  Neue Freie Zeitung, 19.7.1990, 3
53. ↑  BMI, Die Nationalratswahl vom 7. Oktober 1990, Wien 1991
54. ↑  Der Standard, 4.10.2024, 7
55. ↑  Neue Freie Zeitung, 14.6.1990, 11
56. ↑  Neue Freie Zeitung, 21.3.1991, 11
57. ↑  Oberösterreichische Nachrichten, 7.10.1991, 1
58. ↑  Der Standard, 22./23.6.1991, 1
59. ↑  Der Standard, 30.11./1.12.2002, 40
60. ↑  Die Presse, 16.3.1992, 1
61. ↑  Parlament, Index XVI. GP, Personenregister B, 284ff.; Index XVII. GP, Personenregister B, 539 ff.; Index XVIII. Gp, Personenregister B, 783 ff.
62. ↑  Sten. Protokoll Nationalrat, XVIII. GP, 131. Sitzung, 24.9.1993, 15252 ff.
63. ↑  Der Standard, 6.3.1992
64. ↑  Pressetext Austria über JUSLINE. Abgerufen am 2. April 2024.
65. ↑  GZ 183.340/002-I/8/2001 des Bundeskanzleramtes
66. ↑  Gabriel Knupfer, Vor 20 Jahren platzte die Dotcom-Blase, in: Handelszeitung, 17.7.2020
67. ↑  Die Presse, 23.4.2014
68. ↑  NEWS, 5.6.2002
69. ↑  Prätorischer Vergleich, 6 C 179/12k des BG für Handelssachen Wien
70. ↑  15 S 38/19h des BG Vöcklabruck
71. ↑  JUSLINE. Abgerufen am 10. Oktober 2024.
72. ↑  Aufstellung aller durch den Bundespräsidenten verliehenen Ehrenzeichen für Verdienste um die Republik Österreich ab 1952 (PDF-Datei; 6,59 MB)
73. ↑  Goldene Ehrenzeichen des Landes Oberösterreich. Abgerufen am 2. April 2024.
74. ↑  Verzeichnis der Veröffentlichungen durch die JKU. (PDF) Abgerufen am 2. April 2024.
75. ↑  Katalog der Deutschen Nationalbibliothek. Abgerufen am 2. April 2024.
76. ↑  Österreichische Zeitschrift für Kartellrecht. Abgerufen am 2. April 2024.
77. ↑  European Competition Journal. Abgerufen am 2. April 2024.

| Personendaten    | Personendaten                                                                   |
| ---------------- | ------------------------------------------------------------------------------- |
| NAME             | Gugerbauer, Norbert                                                             |
| KURZBESCHREIBUNG | österreichischer Rechtsanwalt und Politiker (FPÖ), Abgeordneter zum Nationalrat |
| GEBURTSDATUM     | 11. Februar 1950                                                                |
| GEBURTSORT       | Schwanenstadt                                                                   |